# Paolo Romano (politico)
Paolo Nicolò Romano (Asti, 2 luglio 1984) è un politico italiano.

## Biografia
Diplomatosi all'Istituto tecnico industriale, ha lavorato come tecnico di sala prove.
Alle elezioni regionali in Piemonte del 2010 si candida con il Movimento 5 Stelle (M5S) nella circoscrizione di Asti, nella mozione di Davide Bono, non risulta tuttavia eletto ottenendo solo 275 preferenze.
Nel 2013 è stato candidato ed eletto alla Camera in occasione delle elezioni politiche nelle liste del M5S per la circoscrizione Piemonte 2. Nel corso della XVII legislatura ha fatto parte della 9ª Commissione Trasporti, poste e telecomunicazioni.
È rieletto alle elezioni politiche del 2018 nel collegio plurinominale Piemonte 2 - 01.
Espulso nell'ottobre 2020 dal Movimento per un ritardo nella restituzione di parte dello stipendio da parlamentare da versare al partito, aderisce in seguito al gruppo Alternativa, costituito da diversi fuoriusciti dal M5S.
Il 23 gennaio 2022 si iscrive a Europa Verde entrando a far parte dell’omonima componente parlamentare il 10 febbraio.
Alle elezioni politiche anticipate del 2022 viene ricandidato alla Camera sia nel collegio uninominale Lombardia 1 - 03 (Cologno Monzese), sostenuto dalla coalizione di centro-sinistra in quota Europa Verde, che come capolista di Alleanza Verdi e Sinistra nel collegio plurinominale Piemonte 2 - 02, venendo nell'uninominale superato dalla candidata del centro-destra, in quota Fratelli d'Italia, Lucrezia Mantovani mentre nel plurinominale, dopo un ricalcolo, non risulta rieletto.